# タカ環礁
座標: 北緯11度09分10秒 東経169度37分20秒 / 北緯11.15278度 東経169.62222度

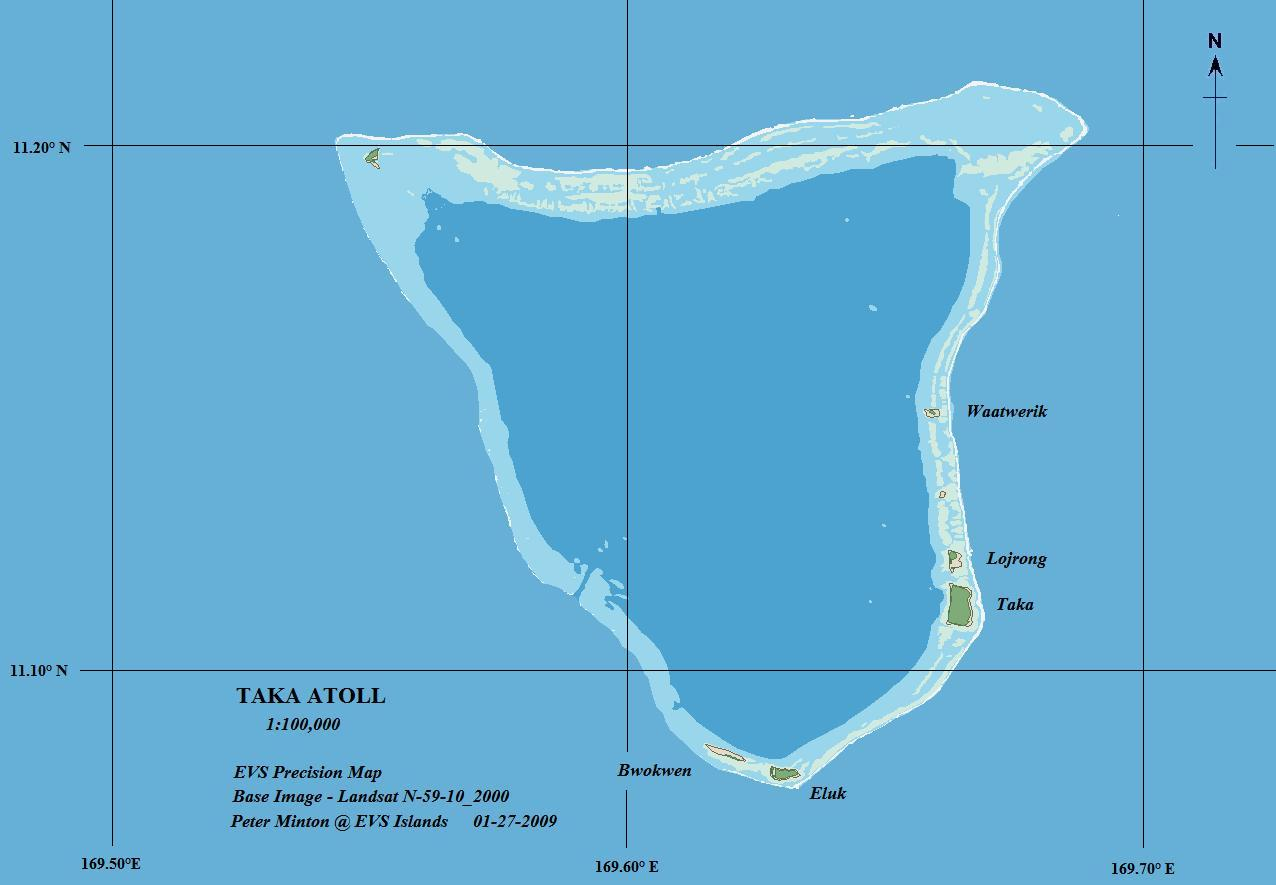
地図

タカ環礁は、太平洋上の環礁で、マーシャル諸島のラタック列島に属している。環礁は5つの小島から成り、陸地の総面積は0.57km2であるが、環礁の総面積は93.1km2にもなる